# Grale
Grale [pronunciación en polaco: /ˈɡralɛ/] es un pueblo ubicado en el distrito administrativo de Gmina Kadzidło, dentro del Condado de Ostrołęka, Voivodato de Mazovia, en el este de Polonia central. Se encuentra aproximadamente a 10 kilómetros al este de Kadzidło, a 19 kilómetros al norte de Ostrołęka, y a 121 kilómetros al norte de Varsovia.